# Partido para a Democracia, Desenvolvimento e Cidadania
O Partido para a Democracia, Desenvolvimento e Cidadania é um partido político de Guiné-Bissau fundado em maio de 2007 pelo político Francisco Fadul, antigo primeiro-ministro do país de 1998 a 2000.